# Spirea
Spirea (Filipendula) is een geslacht van planten uit de rozenfamilie.
De soorten komen voor in de gematigde gebieden van het noordelijk halfrond. De planten zijn kruidachtig en overblijvend. De meeste bloemen zijn wit tot crèmekleurig, alleen die van de Noord-Amerikaanse soort Filipendula rubra zijn donkerroze.
De soorten werden vroeger gezien als onderdeel van het geslacht Spiraea, maar DNA-analyses hebben uitgewezen dat de soorten minder verwant zijn dan werd aangenomen.
In België en Nederland komen in het wild voor:
- Knolspirea (Filipendula vulgaris)
- Moerasspirea (Filipendula ulmaria)

## Bloemdiagram en formule

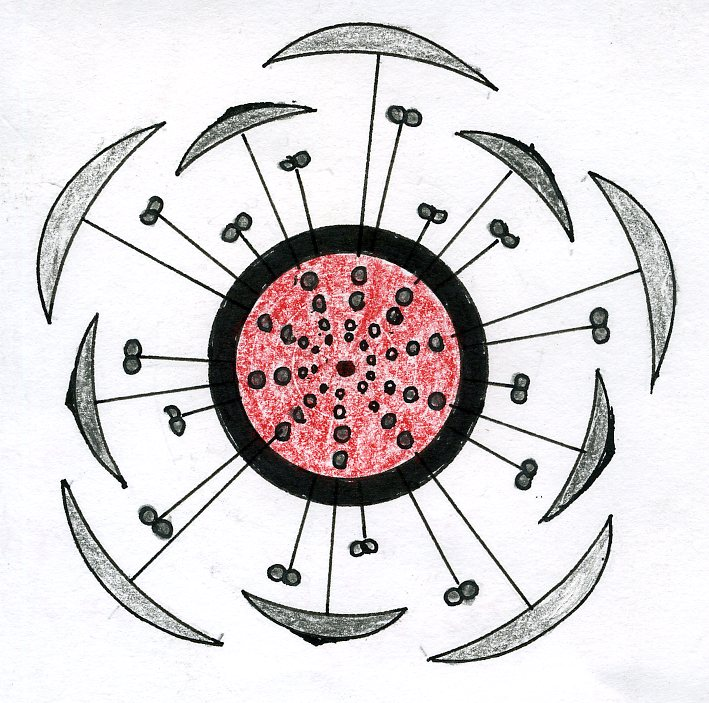
K5 C5 A15–∞ G5

... · 
Acaena (stekelnootje) · 
Adenostoma · 
Agrimonia (agrimonie) · 
Alchemilla (vrouwenmantel) · 
Amelanchier (krentenboompje) · 
Aphanes (leeuwenklauw) · 
Aronia (appelbes) · 
Aruncus · 
Comarum · 
Cotoneaster (dwergmispel) · 
Crataegus (meidoorn) · 
Cydonia (kweepeer) · 
Dryas · 
Eriobotrya · 
Filipendula (spirea) · 
Fragaria (aardbei) · 
Geum (nagelkruid) · 
Hagenia · 
Kerria (ranonkelstruik) · 
Malus (appel) · 
Mespilus · 
Potentilla (ganzerik) · 
Prunus · 
Pyracantha (vuurdoorn) · 
Pyrus (peer) · 
Rosa (roos) · 
Rubus (braam) · 
Sanguisorba (pimpernel) · 
Sorbaria · 
Sorbus (lijsterbes) · 
...